# Marsdenia robinsonii
Marsdenia robinsonii là một loài thực vật có hoa trong họ La bố ma. Loài này được J.R.Johnst. mô tả khoa học đầu tiên năm 1908.